# Josias Lukembila
Josias Tusevo Lukembila (Losanna, 9 settembre 2000) è un calciatore svizzero, attaccante del Winterthur in prestito dal Paris FC.

## Carriera

### Club
Cresciuto nel settore giovanile del Losanna, nel 2016 ha iniziato a giocare con la seconda squadra in 1ª Lega ed il 14 giugno 2019 ha firmato il suo primo contratto professionistico. Ha debuttato in prima squadra il 24 gennaio 2020 nell'incontro di Challenge League pareggiato 0-0 contro lo Sciaffusa ed ha segnato il suo primo gol la stagine successiva, in Super League, contro il Basilea.
Il 30 agosto 2021 è stato acquistato a titolo definitivo dal Wil, scendendo in seconda divisione. Con i bianconeri ha disputato tre stagioni giocando complessivamente 75 incontri e realizzando 20 reti. Il 1º settembre 2023 è stato acquistato a titolo definitivo dal Paris FC, club di Ligue 2. Il 31 agosto 2024 è stato ceduto in prestito al Winterthur.

### Nazionale
Ha giocato nella nazionale svizzera Under-20.

## Statistiche

### Presenze e reti nei club
Statistiche aggiornate al 13 aprile 2025.
| Stagione         | Squadra          | Campionato       | Campionato | Campionato | Coppe nazionali | Coppe nazionali | Coppe nazionali | Coppe continentali | Coppe continentali | Coppe continentali | Altre coppe | Altre coppe | Altre coppe | Totale | Totale | Totale |
| Stagione         | Squadra          | Comp             | Pres       | Reti       | Comp            | Pres            | Reti            | Comp               | Pres               | Reti               | Comp        | Pres        | Reti        | Pres   | Reti   |        |
| ---------------- | ---------------- | ---------------- | ---------- | ---------- | --------------- | --------------- | --------------- | ------------------ | ------------------ | ------------------ | ----------- | ----------- | ----------- | ------ | ------ | ------ |
| 2016-2017        | Team Vaud        | 1L               | 21         | 4          | -               | -               | -               | -                  | -                  | -                  | -           | -           | -           | 21     | 4      |        |
| 2017-2018        | Team Vaud        | 1L               | 16         | 2          | -               | -               | -               | -                  | -                  | -                  | -           | -           | -           | 16     | 2      |        |
| 2018-2019        | Team Vaud        | 1L               | 26+2       | 7+1        | -               | -               | -               | -                  | -                  | -                  | -           | -           | -           | 28     | 8      |        |
| 2019-2020        | Team Vaud        | 1L               | 12         | 5          | -               | -               | -               | -                  | -                  | -                  | -           | -           | -           | 12     | 5      |        |
| 2020-2021        | Team Vaud        | 1L               | 7          | 2          | -               | -               | -               | -                  | -                  | -                  | -           | -           | -           | 7      | 2      |        |
| Totale Team Vaud | Totale Team Vaud | Totale Team Vaud | 84         | 21         |                 | -               | -               |                    | -                  | -                  |             | -           | -           | 84     | 21     |        |
| 2019-2020        | Losanna          | ChL              | 3          | 0          | CS              | 0               | 0               | -                  | -                  | -                  | -           | -           | -           | 3      | 0      |        |
| 2020-2021        | Losanna          | SL               | 5          | 1          | CS              | 2               | 0               | -                  | -                  | -                  | -           | -           | -           | 7      | 1      |        |
| Totale Losanna   | Totale Losanna   | Totale Losanna   | 8          | 1          |                 | 2               | 0               |                    | -                  | -                  |             | -           | -           | 10     | 1      |        |
| 2021-2022        | Wil              | ChL              | 31         | 10         | CS              | 0               | 0               | -                  | -                  | -                  | -           | -           | -           | 31     | 10     |        |
| 2022-2023        | Wil              | ChL              | 36         | 8          | CS              | 2               | 1               | -                  | -                  | -                  | -           | -           | -           | 38     | 9      |        |
| lug.-ago. 2023   | Wil              | ChL              | 5          | 1          | CS              | 1               | 0               | -                  | -                  | -                  | -           | -           | -           | 6      | 1      |        |
| Totale Wil       | Totale Wil       | Totale Wil       | 72         | 19         |                 | 3               | 1               |                    | -                  | -                  |             | -           | -           | 75     | 20     |        |
| 2023-2024        | Paris FC         | L2               | 29+1       | 3+0        | CF              | 4               | 0               | -                  | -                  | -                  | -           | -           | -           | 34     | 3      |        |
| ago. 2024        | Paris FC         | L2               | 2          | 0          | CF              | 0               | 0               | -                  | -                  | -                  | -           | -           | -           | 2      | 0      |        |
| Totale Paris FC  | Totale Paris FC  | Totale Paris FC  | 32         | 3          |                 | 4               | 0               |                    | -                  | -                  |             | -           | -           | 36     | 3      |        |
| 2024-2025        | Winterthur       | SL               | 20         | 0          | CS              | 2               | 0               | -                  | -                  | -                  | -           | -           | -           | 22     | 0      |        |
| Totale carriera  | Totale carriera  | Totale carriera  | 216        | 44         |                 | 11              | 1               |                    | -                  | -                  |             | -           | -           | 227    | 45     |        |

## Palmarès

### Club

#### Competizioni nazionali
- Challenge League: 1

Losanna: 2019-2020